# Ruggero Ferrario
Ruggero Ferrario (ur. 7 października 1897 w Mediolanie, zm. 5 kwietnia 1976 tamże) – włoski kolarz torowy i szosowy, złoty medalista olimpijski.

## Kariera
Największy sukces w karierze Ruggero Ferrario osiągnął w 1920 roku, kiedy wspólnie z Franco Giorgettim, Arnaldo Carlim i Primo Magnanim wywalczył złoty medal w drużynowym wyścigu na dochodzenie podczas igrzysk olimpijskich w Antwerpii. Był to jedyny medal wywalczony przez Ferrario na międzynarodowej imprezie tej rangi. Na tych samych igrzyskach Włoch zajął czwartą pozycję w wyścigu na 50 km, przegrywając walkę o brązowy medal z Pietem Ikelaarem z Holandii. Ponadto w 1919 roku wygrał pierwszą edycję włoskiego wyścigu szosowego Coppa Bernocchi. Nigdy nie zdobył medalu na torowych ani szosowych mistrzostwach świata.